# Aeroporto di Palermo-Boccadifalco
L'aeroporto Francesco e Giuseppe Notarbartolo di Palermo-Boccadifalco (ICAO: LICP) è un aeroporto italiano di Palermo.
Originariamente aeroporto militare, e successivamente aeroporto civile della città, prende il nome dal quartiere Boccadifalco, ai piedi del versante orientale del monte Cuccio.
Si tratta di uno degli aeroporti più antichi d'Italia, essendo stato inaugurato nel 1931.
È sede dell'aeroclub cittadino, della stazione meteorologica di Palermo Boccadifalco ed è aperto al traffico civile.

## Storia

### Costruzione
La storia dell'aeroporto inizia nel 1925 quando, per sostituire il vecchio campo che sorgeva alle falde di monte Pellegrino, non più sufficiente per le esigenze dei più moderni velivoli, il ministero dell'aeronautica diede il via all'iter necessario alla costruzione di un aeroporto a Palermo.
Nel 1930 il Comune di Palermo, ottenuta la concessione di parte dei terreni della Riserva Reale, fece costruire l’aeroporto civile nelle aree demaniali di Chiusa del Bosco e fondo Tarallo, in cambio della concessione del campo corse alla Favorita.  Il servizio aereo per Palermo avveniva, fin dal 1917, con l’idrovolante che ammarava presso l’idroscalo al molo S. Lucia del porto. La costruzione dell’aeroporto, su progetto dell’ing. Aurelio Mastrogiacomo, si protrasse dal 1930 al 1937, anche se l’inaugurazione avvenne nel 1932. 
I lavori cominciano già nell'anno successivo ed il battesimo ufficiale avvenne il 17 luglio 1931 con l'atterraggio del primo aereo sulla pista in terra battuta; ciò in risposta al crescente carico alare dei velivoli ad ala fissa, che fino a quel momento operavano presso il campo di volo della Favorita sin dal lontano 1910. Questo fatto coincise con il definitivo tramonto del trasporto passeggeri su dirigibile.
Per la sua realizzazione furono abbattute diverse ville storiche: Villa Alfonsetta, Fondo Abate, Villa Bellacera-Tarallo, Villa dei Principi di Buonriposo, Villa Massa-Corsetto e Villa San Gabriele ad Altarello.
Lo scalo, dotato di due piste, venne in realtà ultimato nella primavera del 1932.

### Base aerea
Nel marzo 1934 diviene sede del Comando Aeronautico della Sicilia. Nel 1936 fu allungata la pista principale e l’aeroporto venne intitolato al ten. pil. Giuseppe Notarbartolo di Sciara (medaglia d'argento al V.M.) e al s.ten. pil. Francesco Notarbartolo di Villarosa (medaglia di bronzo al V.M.) caduti nella prima guerra mondiale. Nel 1937 viene ulteriormente ampliato e dotato di altre infrastrutture.

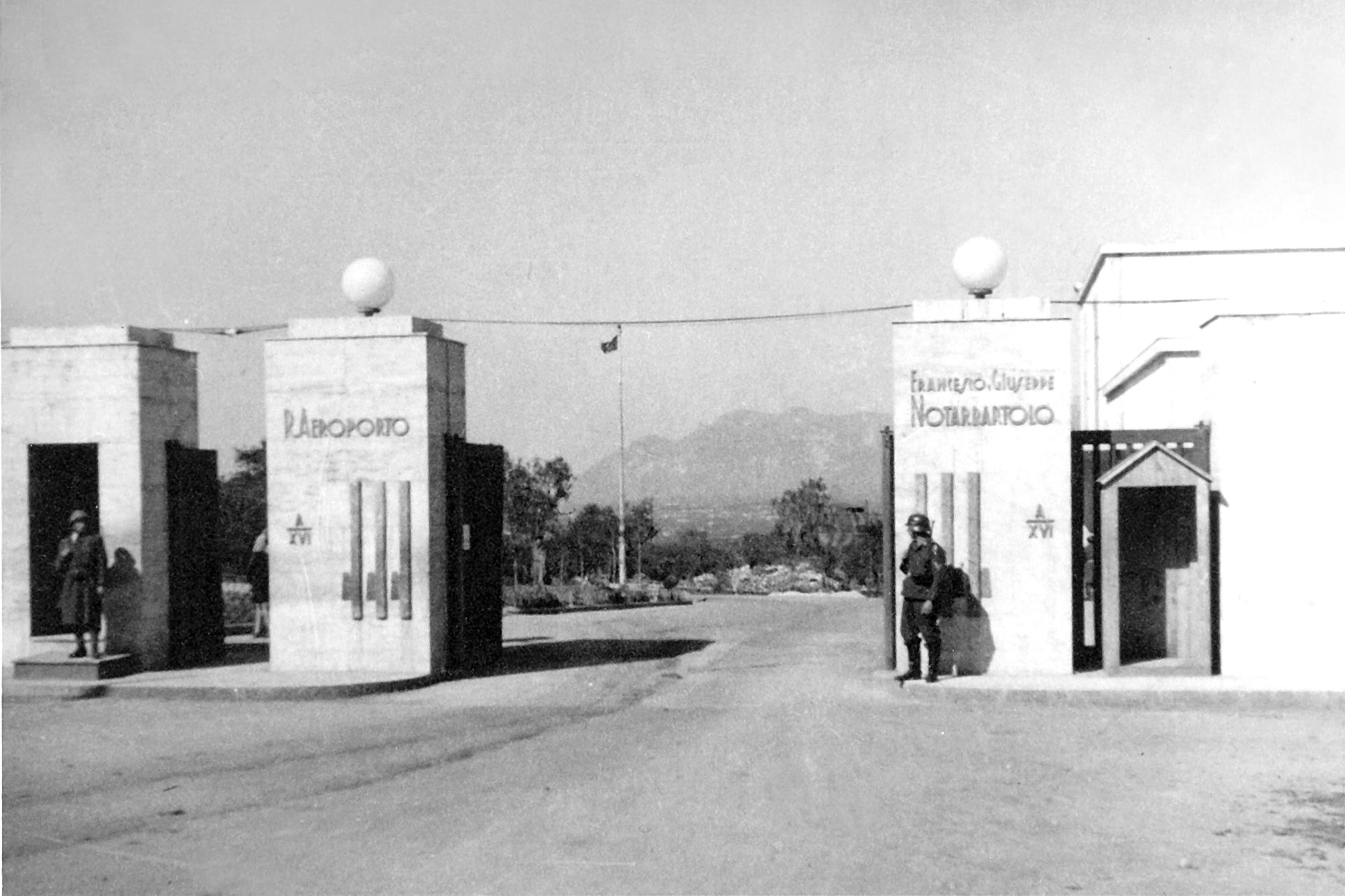
Ingresso dell'aeroporto negli anni '40

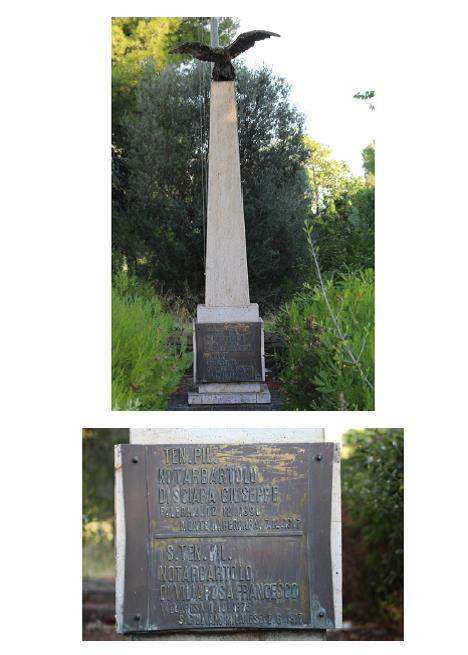
Stele dedicata a Francesco e Giuseppe Notarbartolo

Al 10 giugno 1940 la 30ª Squadriglia Osservazione Aerea su IMAM Ro.37bis della Regia Aeronautica era all'Aeroporto nella 1ª Divisione Aerea “Aquila” della 2ª Squadra aerea.
L'aeroporto di Boccadifalco fu molto attivo come base aerea militare durante la seconda guerra mondiale. Tra i reparti che vi operarono vi fu la 377ª Squadriglia Autonoma Caccia Terrestre, equipaggiata con i moderni monoplani da caccia Reggiane Re.2000, che condusse operazioni su Malta e l'Africa settentrionale. 
Nel gennaio 1941 vi rinasce il 7º Gruppo Autonomo Caccia Terrestre.
Dal 1941 ospitò anche il X Fliegerkorps della Luftwaffe (Wehrmacht). 
A partire dal 22 gennaio 1943 iniziò il rischieramento dell'8º Stormo su Palermo, che partecipa ad un intenso ciclo operativo contro le forze anglo-americane.
Dopo lo sbarco alleato in Sicilia del 1943 fu utilizzato dagli americani per la Twelfth Air Force.

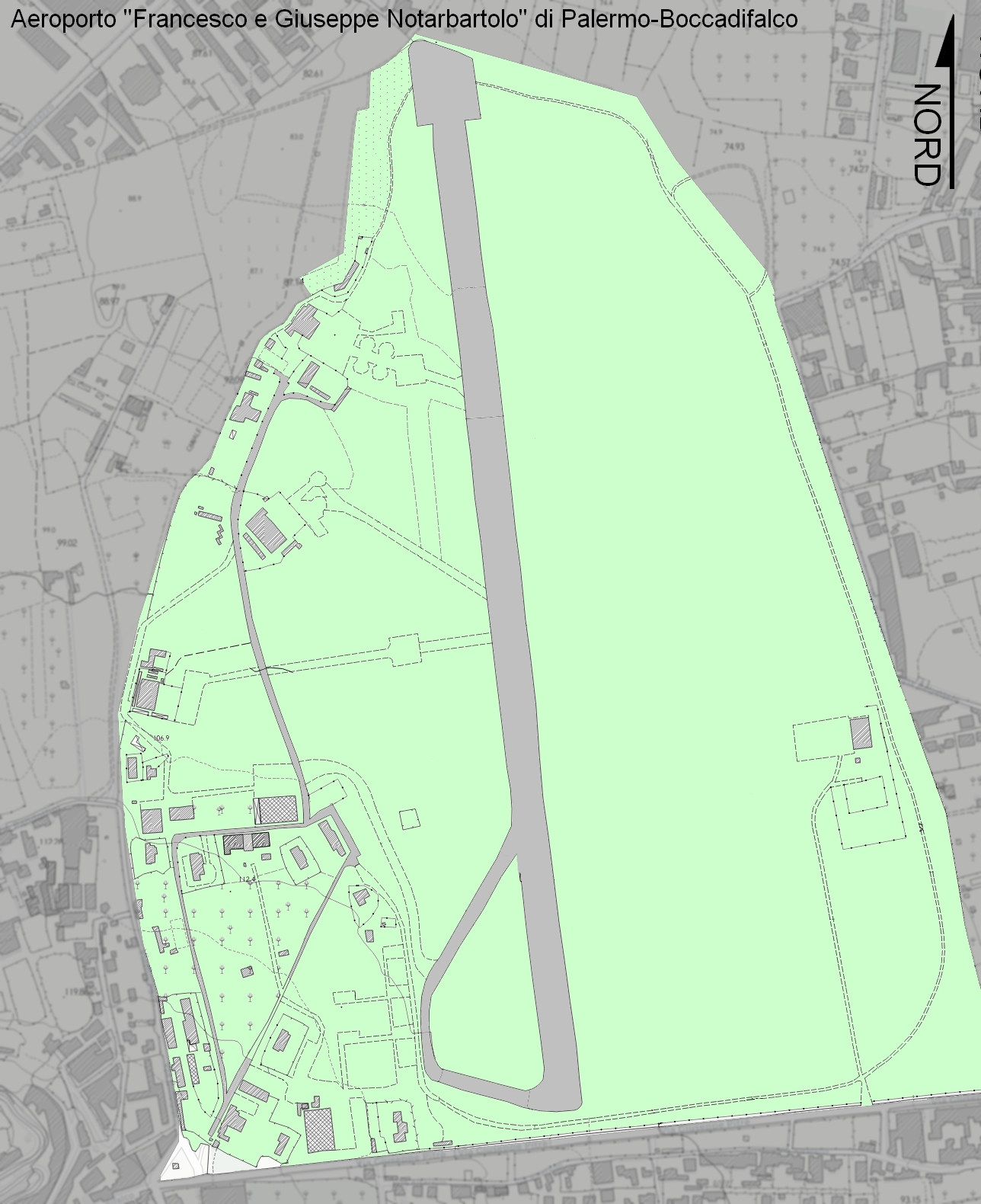
Piantina dell'aeroporto

### Dopoguerra
Tornato all'operatività civile nel 1947, l'aeroporto acquisì in breve tempo molta importanza, tanto da diventare il terzo aeroporto italiano per volume di traffico. In quegli anni fece da base di partenza e arrivo per il Giro Aereo di Sicilia, gara aero-sportiva ideata dal Comandante Albanese. Nei primi anni Cinquanta venne costituito il Centro Addestramento al Volo (CAV) del Comando Aeronautico della Sicilia.
Nel 1957 arrivano i primi elicotteri dell'Aeronautica Militare e dei Carabinieri.
Nel 1960 il traffico civile venne spostato nel nuovo scalo di Palermo-Punta Raisi e l'aeroporto, che fino a quel momento era stato aperto anche al traffico civile, assunse connotazione esclusivamente militare.
L'Aeroporto "Francesco e Giuseppe Notarbartolo" di Palermo-Boccadifalco così è rimasto, fino al 31 dicembre 2008, sede di Reparti dell'Aeronautica Militare Italiana e della Guardia di Finanza.
Ha ospitato all'interno del suo sedime, per lo svolgimento dei rispettivi compiti istituzionali, gli elicotteri dei Carabinieri, della Polizia di Stato, della Guardia di Finanza, della Protezione civile, del Corpo forestale della Regione siciliana, nonché della stessa Aeronautica Militare e, per operazioni pre-autorizzate, aeromobili militari, civili e di soccorso.
Nel 2007 ha assicurato i collegamenti via aerei anfibi con l'idroscalo di Enna, situato presso il lago Nicoletti, con voli di andata e ritorno, sino all'interruzione per il fallimento della società concessionaria.
Dal 1º gennaio 2009 l'aeroporto è ritornato ad essere civile a tutti gli effetti, in seguito all'acquisizione da parte dell'ENAC.
Il trasferimento delle forze militari verso altre sedi è stato completato il giorno 19 marzo 2009. quando è avvenuto presso l'aeroporto l'ammaina bandiera ufficiale, che ha sancito il definitivo abbandono della struttura da parte dell'Aeronautica Militare Italiana.

### Stazione meteorologica
L'aeroporto assicura la rilevazione dei dati meteorologici rappresentativi della zona pedemontana del comune di Palermo.
Dal 2014 è sede dell'Associazione Arma Aeronautica di Palermo.
Nel sedime dell'aeroporto ha ancora sede uno dei più prestigiosi ed antichi Aeroclub d'Italia, intitolato a "Beppe Albanese", che conta circa 300 soci, 6 aeromobili e ospita anche aeromobili di privati sportivi.

## Struttura
È ubicato in una zona periferica e pedemontana (sorge a circa 118 metri d'altezza) del comune di Palermo. In realtà sotto il profilo urbanistico la struttura dell'aeroporto è parte integrante del patrimonio storico della città di Palermo e venne ampliata durante la seconda guerra mondiale con l'acquisizione di numerosi terreni. Sebbene in stato di quasi abbandono, alcune strutture all'interno dell'aeroporto presentano ancora oggi notevole interesse storico, culturale ed architettonico per le caratteristiche delle infrastrutture aeronautiche che vi si trovano, e per la preziosità di un orto botanico e di una villa antica, ex sede del circolo ufficiali dell'Aeronautica Militare.

## Frequenze

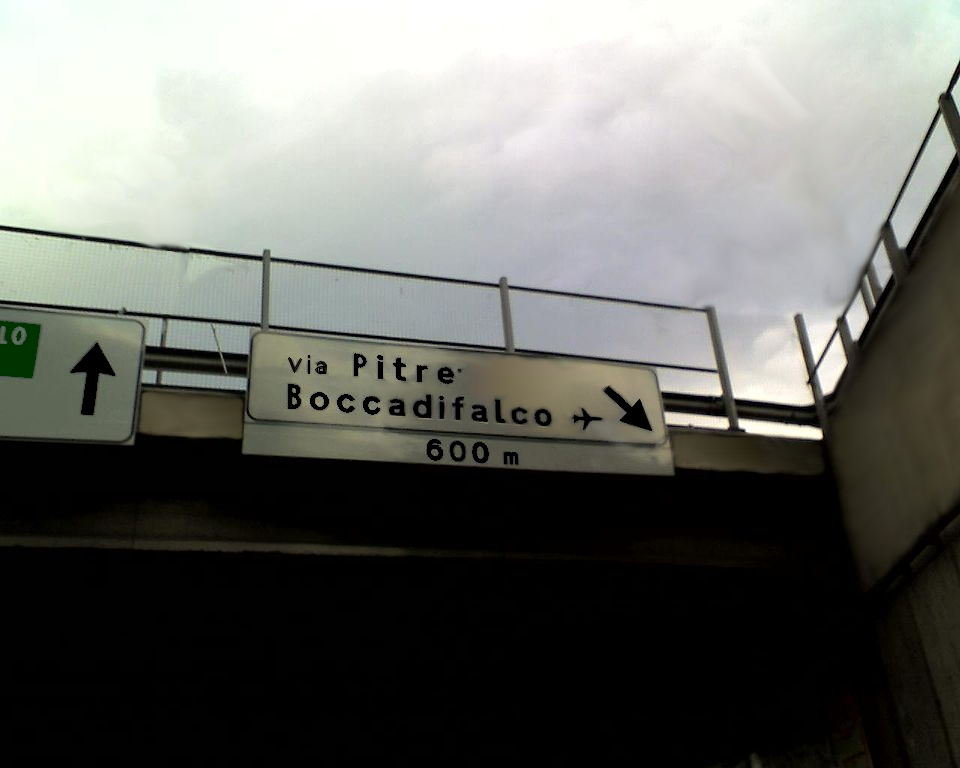
Uscita Pitrè / Aeroporto di Boccadifalco sulla Circonvallazione di Palermo

- Boccadifalco (Senza controllo del volo) 122.600 MHz
- Raisi TWR 119.050 MHz
- Palermo Radar 120.200 MHz

## L'Aeroclub
All'interno dell'aeroporto, nella zona Sud, è presente l'Aeroclub Civile "Beppe Albanese", fondato nel 1949, che ogni anno organizza il Rally aereo di Sicilia. A disposizione della scuola di volo dell'Aeroclub, il Socata TB-9 Tampico ed il Partenavia P.66.

## Progetti
A breve, in seguito alla convenzione firmata tra la Regione Siciliana e il Dipartimento Regionale di Protezione Civile, l'aeroporto verrà convertito in base operativa per la Protezione Civile ed ospiterà i Canadair CL-415, la S.O.R.I.S. (Sala Operativa Regionale Integrata per la Sicilia), la stazione meteorologica e la scuola di formazione per i volontari, che accoglierà personale da tutto il bacino del Mediterraneo.

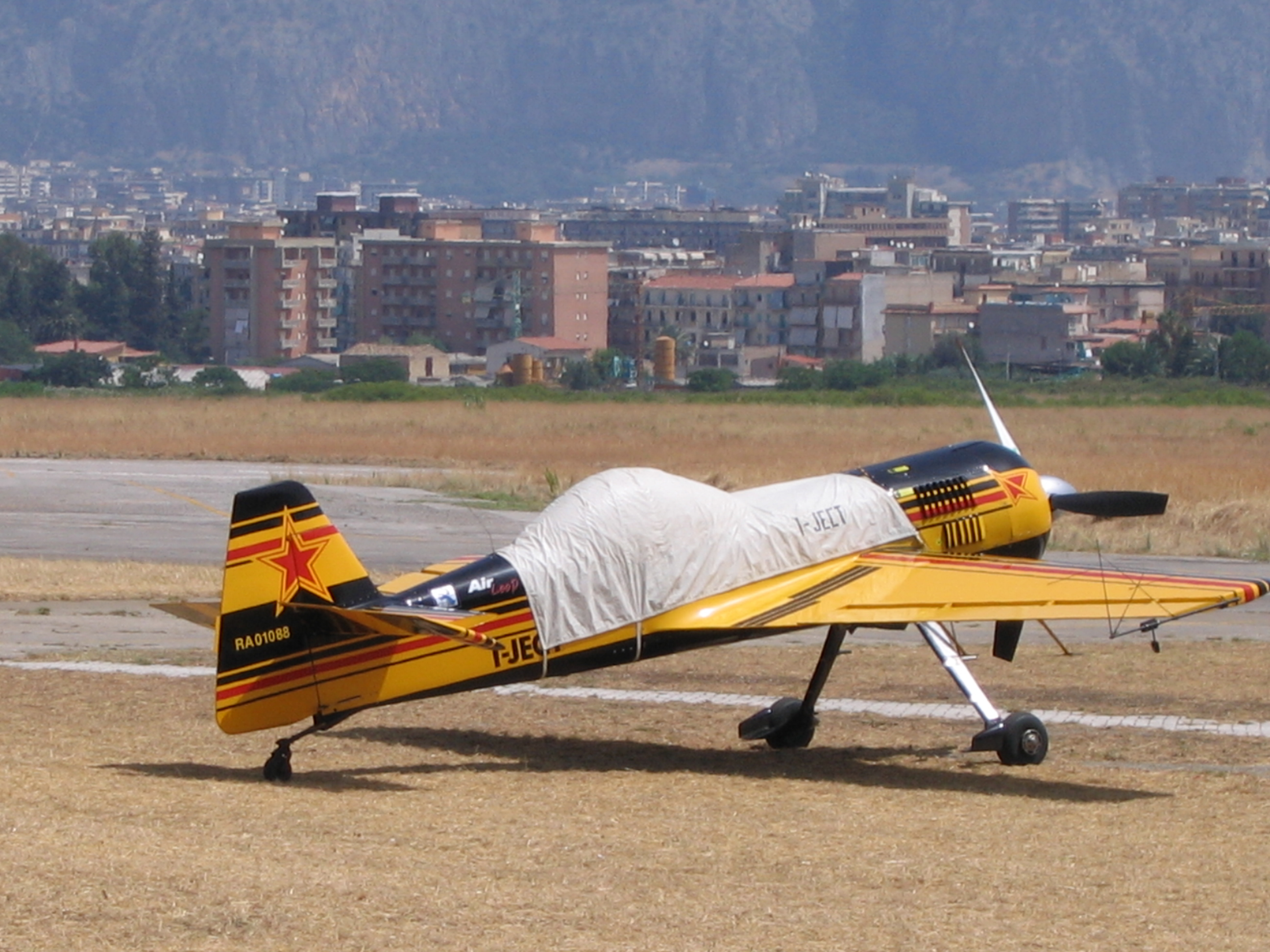
Il Sukhoi Su-31 marche I-JECT che partecipò al 58° Rally Aereo di Sicilia del 2007 in sosta presso l'aeroporto.

È in elaborazione un progetto per l'ampliamento dell'aeroporto, che prevede il restauro di alcuni edifici storici ed al contempo la costruzione di nuovi edifici, i quali renderanno possibile l'utilizzo turistico dell'aeroporto; inoltre si costruiranno:
- una scuola di piloti;
- una nuova aerostazione;
- la città della Polizia (già edificata);
- un centro di radioassistenza;
- e si eseguirà una risistemazione della pista, con riduzione fino a circa 1.100 metri.

### Annotazioni
1. ↑  Si trattava di uno degli aerei da turismo partecipante al 2º Giro Aereo d'Italia, che vi fece regolare tappa.
2. ↑  Tale comando venne disciolto negli anni Sessanta, per essere sostituito dal Comando Settore Aereo della Sicilia, appartenente alla 3ª Regione Aerea di Bari.

### Fonti
1. ↑   SCHEDA ANALITICO-DESCRITTIVA per Parchi e Giardini storici ADRIANA CHIRCO - PALERMO.
2. 1 2 3 4  Di Marco 2010, p. 106.
3. ↑  Nastro Azzurro
4. ↑  http://www.newsicilia.it/cultura/nostra-inchiesta-mobilita-palermo-gli-aeroporti/39576
5. 1 2 3 4 5 6 7  Di Marco 2010, p. 107.
6. ↑  Di Marco 2010, p. 110.
7. ↑   Copia archiviata, su assoaeronauticatrapani.it. URL consultato il 1º marzo 2017 (archiviato dall'url originale il 2 marzo 2017).